# Антипов, Александр Николаевич (политик)
Алекса́ндр Никола́евич Анти́пов (род. 10 марта 1949, с. Михайлюки, Новоайдарский район, Луганская область) — председатель Луганской областной государственной администрации (2006—2010).

## Биография
Родился 10 марта 1949 , Михайлюки Новоайдарский район Луганская область
В 1968 году начал работать инспектором Камянобродского райфинотдела в Луганске.
С 1968 года по 1970 год служил в Афганистане.
После армии до 1978 год работал в финансовых учреждениях города Луганска.
В 1976 году закончил Донецкий государственный университет получил специальность экономист
С 1978 года по 1984 год был заведующим в фин. отделе Луганского горисполкома
С 1984 года по 1990 год работал начальником фин. управления Львовского облисполкома
С 1990 года по 2005 год работал председателем налоговой инспекции в Луганской области
В 2003 году был председателем налоговой инспекции в Запорожской области.
С апреля 2005 года по сентябрь 2006 года работал доцентом в Восточноукраинском национальном университете им. Владимира Даля
С 14 сентября 2006 года по 18 марта 2010 года был председателем Луганской областной государственной администрации
В апреле 2006 года стал Депутатом Луганского облсовета
- Член партии Регионов
- Член комиссии по вопросам экономического развития, бюджета и финансов Луганской области[3].

24 мая 2017 года задержан с чемоданом, в котором находилось 3,8 миллиона долларов.

## Награды
- Кандидат экономических наук (2000).
- Заслуженный экономист Украины (1999)[5].
- Медаль «За воинскую доблесть».
- Орден «Знак Почёта».
- Орден «За заслуги» III степени[3].
- Орден «За заслуги» II степени (2008)[6].

## Семья
Жена Светлана Владимировна Антипова (Соколова) (1955) — зав. кафедрой Луганского медицинского университета
Два сына Олег Антипов (1971) и Александр Антипов (1995).